# Lagorina
Lagorina is een geslacht van kevers uit de familie oliekevers (Meloidae).
Het geslacht is voor het eerst wetenschappelijk beschreven in 1858 door Mulsant & Rey.

## Soorten
Het geslacht omvat de volgende soorten:
- Lagorina scutellata (Laporte, 1840)
- Lagorina sericea (Waltl, 1835)